# Margarita Lascoiti
Margarita Lascoiti es una actriz española nacida en San Sebastián, Guipúzcoa (País Vasco) en 1949. A comienzos de los años 70 se inició en el mundo del teatro, en el 78 comenzaría su carrera cinematográfica y en los 80 iniciaría su carrera televisiva. En tv su personaje más reconocido es el de "Lupe" en El comisario.

## Trayectoria

### Cine
- De fresa, limón y menta (1978)
- Jaque a la dama (1979)
- Fuego eterno (1985) como Madre Mabrillot
- Dragon Rapide (1986) como Mujer de Luis Bolin
- El juego más divertido (1988) como Columnista
- El baile del pato (1989) como Directora
- No me compliques la vida (1991) como Sra. Guzmán
- El rey del río (1995) como Laura
- Niño nadie (1997) como Rosaura
- Mensaka (1998) como Madre de Javi
- El cielo abierto (2001) como Esposa frustrada
- Nos miran (2002) Sra. Barreiros
- Las viandas Corto (2005) como Dama
- Distancias Corto (2006) como Alicia
- Nacidas para sufrir (2009) como Maruja
- Smoking Club (129 Normas)" (2017) como Sra. Dolores

### Televisión
- Teresa de Jesús (1984)
- Onassis: el hombre más rico del mundo Tv Movie(1988)
- Primera función Teatro televisado (1989)
- Un amor feliz Mini serie (1990)
- Turno de oficio (1996) Como Decana
- La casa de los líos (1997) Como Cuqui
- Todos los hombres sois iguales (1997)
- Compañeros (1998) Como Paloma
- El comisario (1999 a 2007) Como Lupe
- MIR (2008) Como Amalia Montes
- Hermanos y detectives (2008) Como Susana
- Hospital Central (2009) Como Mujer de Roberto
- La que se avecina (2009) Como Marga
- Un golpe de suerte (2009)
- Víctor Ros (2015)
- Águila roja (2010 - 2011)
- Centro Médico (2017) 1 episodio como Inmaculada Rojas
- Ella es tu padre (2017) 3 episodios como Genoveva Weller